# Tennis Channel
O Tennis Channel  é um canal de televisão estadunidense por assinatura com programas voltados ao tênis. O canal foi fundado em 2003, a rede é propriedade de um grupo de investidores incluindo o marketing esportivo da empresa IMG. Bem conhecidos profissionais do tênis Andre Agassi e Pete Sampras são dois dos muitos investidores do canal. A rede CEO é de Ken Solomon. A difusão é feita em Union City, Nova Jérsei e sua base fica em Santa Mônica, Califórnia.

## Séries originais
- ATP Tennis
- Book of Tennis Chronicles
- Center Court
- Charity Jam
- Destination Tennis
- Match Makers
- MatchPoint America
- Murphy's Guide
- No Strings
- Open Access
- Real Life on the WTA
- Tennis Insiders
- Inside Tennis with the Koz

## Prêmios e Honrarias
- Em 2004, o canal recebeu o Ron Bookman Media Excellence Award[1] que é dado pela ATP ao jornalista ou à mídia que tenha feito contribuições significativas para o ténis.